# Petrichus athleticus
Petrichus athleticus là một loài nhện trong họ Philodromidae.
Loài này thuộc chi Petrichus. Petrichus athleticus được Cândido Firmino de Mello-Leitão miêu tả năm 1944.